# الدراج المقنع
الدراج المقنع مسلسل درامي ياباني عرض لأول مره في 3 فبراير 2002 واستمر عرضه حتى 19 يناير 2003 . تمت دبلجة المسلسل للغة العربية وعرض على قناة سبيس تون .

## القصة
تدور القصة عن كيدو شينجي الذي غير اسمه في الدبلجة العربية إلى يوجي الصحفي الذي يحصل على احدا بطاقة الدراجين فيجد نفسه وسط صراع بين الدرجين إلى حد الموت !

## الممثلون
- إياس أبو غزالة : كيدو شينجي (يوجي)
- أمل عمران : كانزاكي يوي (يوري)
- سامر رضوان : أكياما رين (رين)
- حلا عمران
- رائد مشرف
- فدوى سليمان
- يوسف المقبل
و
- يحيى الكفري : كانزاكي شيرو / كيتاوكا شويتشي (كيتا)
- هشام كفارنة
- أماني الحكيم
- زياد الرفاعي : غورو (غوردا) / جاتورو (ساتورو)
- رأفت بازو : جين شيبورا

## الدراج المقنع ريوكى (مخلب التنين)
الدراج المقنع ريوكى مسلسل من سلسلة مسلسلات يابانية مشهورة تحت اسم كمن رايدر (الدراج المقنع بالعربية). هذا المسلسل بدأ عرضه في اليابان يناير 2002 وانتهى عرضه في يناير 2003 وستنتج له نسخه امريكيه

### الدراج المقنع كيفا
هو من الدراجين المقنعين خجول قليل الكلام لكن يجد وطواط الي ويخبره الوطوات عن الوحوش التي تمص دم الإنسان والقدرة على تغير الشكل ويبدء القتال ومع والده أي اكس ا وطريقة تحول كيفا هي ان يجعل الوطواط يعض يده بقوه وبعدها سيتحول .ولكن ليس لديه الا خيارين ان يشاهد الناس يموتون أو يحارب الوحوش وبالطبع اختار ان يحارب. ولكن الوحوش قويه إذا وجد وحوش قويه للغايه يتحول إلى شكل الإمبراطور وسيتعلمة بعد وقت طويل .

## روابط خارجية
- الدراج المقنع على موقع IMDb (الإنجليزية)
- الدراج المقنع على موقع ليتربوكسد (الإنجليزية)
- الدراج المقنع على موقع كينوبويسك (الروسية)
- الدراج المقنع على موقع قاعدة بيانات الفيلم (الإنجليزية)